# علامة بيكر
علامة بيكر (بالإنجليزية: Becker's sign)‏ أو ظاهرة بيكر (بالإنجليزية: Becker's phenomenon)‏ هي وجود نَبض واضح (من خلال تنظير قاع العين) في شرايين الشبكية، وتُوجد هذه الظاهرة في المرضى المُصابين بقصور الأبهر أو داء غريفز.

## التسمية
سُميت هذه العلامة نسبةً إلى طبيب العيون الألماني أوتو هاينريش إينوك بيكر.